# Miyuki Ishikawa

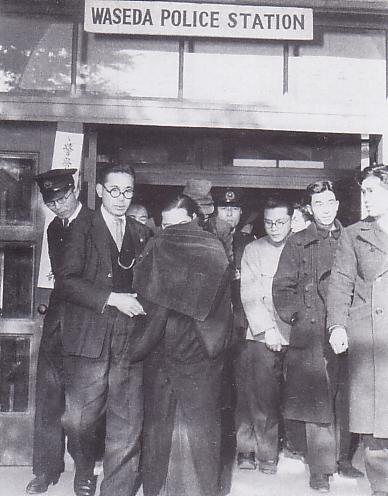
Miyuki Ishikawa umgeben von Polizeibeamten 1948

Miyuki Ishikawa (jap. 石川 ミユキ, Ishikawa Miyuki; * 1897 in Kunitomi, Präfektur Miyazaki; † 1975) war eine japanische Serientäterin.

## Leben

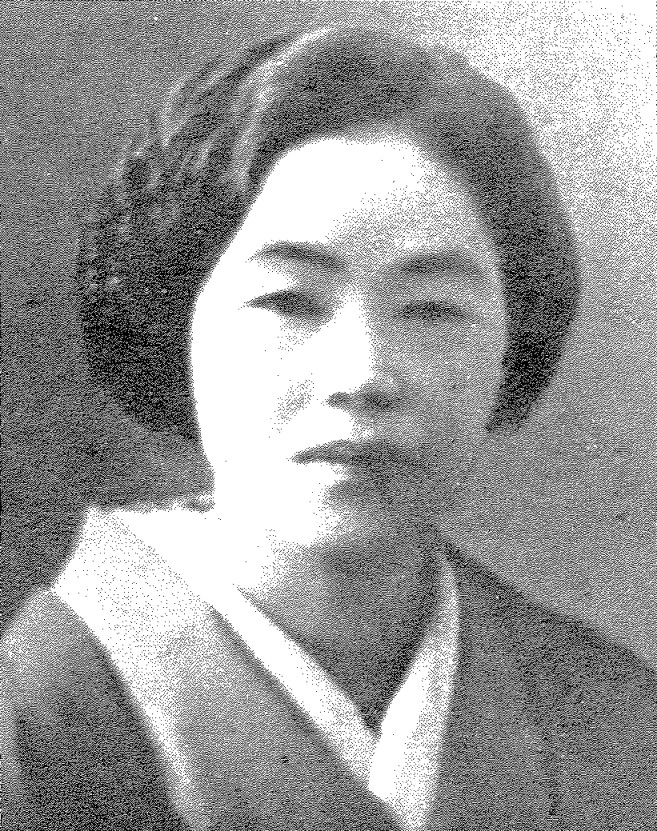
Miyuki Ishikawa

Ein Großteil des frühen Lebens Miyuki Ishikawas ist unbekannt. Im Jahr 1897 in der südlichen japanischen Stadt Kunitomi in der Präfektur Miyazaki geboren, besuchte sie die Universität Tokio und heiratete ihren Mann Takeshi Ishikawa, nachdem sie ihr Studium abgeschlossen hatte.
Sie arbeitete dann als Hebamme im Entbindungsheim von Kotobuki und stieg zu dessen Direktorin auf.

## Mordserie
Abtreibung war in Japan während dieses Abschnitts der Shōwa-Zeit illegal und viele Paare waren nicht in der Lage, finanziell für ihre Kinder aufzukommen. Daher beschloss Ishikawa, Kinder im von ihr geführten Heim zu töten.
Durch Vernachlässigung ließ sie zwischen 103 und 169 Kinder sterben. Die anderen Hebammen im Entbindungsheim wussten von dieser Praxis und die lokalen Behörden ignorierten die Häufung von Todesfällen zunächst. Mehrere Hebammen verließen das Heim jedoch auch.

## Ermittlung und Verhaftung Ishikawas
Am 12. Januar 1948 entdeckten jedoch zwei Polizisten aus dem Bezirk Waseda in Tokio die Überreste von fünf Säuglingen deren Obduktion offenbarte, dass die Kinder nicht natürlich gestorben waren. 
Daraufhin führte die Polizei eine Untersuchung durch, die zur Festnahme dreier Personen führte: Miyuki Ishikawa, ihres Mannes und Shiro Nakayamas, eines Arztes der gefälschte Totenscheine für die Kinder gefertigt hatte. Eine stadtweite, intensive Suche führte zur Entdeckung von vierzig weiteren Kinderleichen im Haus eines Leichenbestatter sowie dreißig weiterer, die unter einem Tempel verscharrt worden waren.

## Prozess und Verurteilung
Während des folgenden Prozesses argumentierte die Beschuldigte, dass die Eltern der Kinder für ihren Tod verantwortlich seien. Dies wurde akzeptiert, da Kleinkinder in Japan zu dieser Zeit fast keine Rechte hatten. Folglich wurde Ishikawa nur zu acht Jahren Gefängnis verurteilt. Ihr Mann und Nakayama erhielten eine Gefängnisstrafe von jeweils vier Jahren. Miyuki und ihr Mann erreichten dann später, dass ihre Strafe halbiert wurde.